# Semysmauchenius antillanca
Genre
Espèce
Semysmauchenius antillanca, unique représentant du genre Semysmauchenius, est une espèce d'araignées aranéomorphes de la famille des Mecysmaucheniidae.

## Distribution
Cette espèce est endémique du Chili,. Elle se rencontre dans la région d'Araucanie dans la province de Cautín et  dans la région des Lacs dans la province d'Osorno entre 430 et 1 120 m d'altitude.

## Description
Semysmauchenius antillanca mesure de 2,5 à 4,0 mm et compte six yeux.

## Étymologie
Son nom d'espèce lui a été donné en référence au lieu de sa découverte, l'Antillanca.

## Publication originale
- Forster & Platnick, 1984 : A review of the archaeid spiders and their relatives, with notes on the limits of the superfamily Palpimanoidea (Arachnida, Araneae).  Bulletin of the American Museum of Natural History, no 178, p. 1-106 (texte intégral).